# Arhiducesa Maria Theresa de Austria (1845–1927)
Arhiducesa Maria Theresa de Austria (15 iulie 1845 – 8 octombrie 1927) a fost membră a Casei de Habsburg-Lorena.

## Biografie
Maria Theresa a fost fiica cea mare a Arhiducelui Albert, Duce de Teschen și a Prințesei Hildegard de Bavaria. La 18 ianuarie 1865, la Viena, s-a căsătorit cu Ducele Filip de Württemberg, membru al unei ramuri a Casei regale de Württemberg. El era fiul Ducelui Alexandru de Württemberg (1804-1881) și a Prințesei Marie de Orléans (1813-1839).

### Copii
Maria Theresa și Filip au avut cinci copii:
- Ducele Albrecht (1865–1939)
- Maria Amelie (1865–1883)
- Maria Isabella (1871–1904); s-a căsătorit cu Prințul Johann Georg de Saxonia, al doilea fiu al regelui George I al Saxoniei
- Ducele Robert (1873–1947)
- Ulrich (1877–1944)